# Arnold Ridley
Arnold Ridley (né le 7 janvier 1896 à Bath (Angleterre) et mort le 12 mars 1984 à Northwood (Angleterre)) est un acteur et dramaturge britannique. Il est connu pour avoir incarné le soldat de deuxième classe Godfrey dans la série Dad's Army ainsi que pour être l'auteur de la pièce de théâtre The Ghost Train (en).

## Biographie
Né à Bath en 1896, il étudie à l'université de Bristol. Il monte pour la première fois sur scène en 1914 dans Prunella au Theater Royal de Bristol. La Première Guerre mondiale éclate et Ridley est engagé. Il est gravement blessé en 1917 dans la Somme et est rapatrié. En 1918, il reprend sa carrière d'acteur et joue dans plus de quarante productions au Birmingham Repertory Theatre (en) jusqu'en 1920. Il doit s'arrêter à cause de sa blessure de guerre, et se met à travailler dans la boutique de chaussures de son père. C'est alors qu'il commence à écrire des pièces.
Il écrit plus d'une trentaine de pièces de théâtre, la plus connue étant The Ghost Train (en) (1923), et certaines d'entre elles sont adaptées en films pour le cinéma ou la télévision. Au milieu des années 1930, il crée avec un partenaire une société de production qui fait faillite et dont il a du mal à se remettre financièrement.
Il repart au combat lors de la Seconde Guerre mondiale, mais est de nouveau rapatrié à cause d'une maladie. Il reprend alors sa carrière d'acteur et rencontre sa femme, Althea Parker (1911-2011). En 1968, âgé de 72 ans, il obtient le rôle du soldat de deuxième classe Godfrey (Private Godfrey) dans la série Dad's Army, ce qui le rend connu du grand public.
Il décède en 1984 à l'âge de 88 ans.
L'actrice londonienne Daisy Ridley est sa petite-nièce.

## Théâtre
- 1923 : The Ghost Train (en)
- 1924 : The Wrecker (en)
- 1940 : La Maison du péril, d'après le roman La Maison du péril d'Agatha Christie
- Beggar My Neighbour
- Tabitha
- Keepers of Youth
- Third Time Lucky
- Glory Be-
- Easy Money

## Filmographie

### Comme acteur

#### Cinéma
- 1949 : The Interrupted Journey de Daniel Birt : Mr. Saunders (non crédité)
- 1951 : Green Grow the Rushes de Derek N. Twist : Tom Cuffley
- 1952 : Stolen Face de Terence Fisher : Dr Russell
- 1963 : Wings of Mystery de Gilbert Gunn : Mr. Bell
- 1964 : Crooks in Cloisters de Jeremy Summers : Marchand de journaux
- 1966 : Un homme pour l'éternité de Fred Zinnemann : Aubergiste (non crédité)
- 1971 : Dad's Army de Norman Cohen : Soldat de deuxième classe Godfrey
- 1973 : Carry on Girls de Gerald Thomas : Alderman Pratt
- 1975 : The Amorous Milkman de Derren Nesbitt : Cinema Attendant

#### Télévision
Sauf mention contraire, les œuvres suivantes sont des séries télévisées.
- 1951-1954 : BBC Sunday-Night Theatre : Divers rôles (2 épisodes)
- 1955-1956 : London Playhouse : Blind Beggar (2 épisodes)
- 1956-1958 : ITV Television Playhouse : Divers rôles (3 épisodes)
- 1958 : The Man Who Sold Death, téléfilm d'Andrew Osborn : Mr. Penley
- 1958 : Armchair Theatre : Dr Sodini (1 épisode)
- 1958 : Starr and Company : Harry Crane (1 épisode)
- 1958 : White Hunter : Professeur Rosehill (1 épisode)
- 1959 : Charlesworth : Employé de banque (1 épisode)
- 1959 : Great Expectations : Jack (1 épisode)
- 1959 : The Men from Room 13 : The Cashier (1 épisode)
- 1960 : Inside Story : Mr. Whittle (1 épisode)
- 1962 : Brothers in Law : Divers rôles (2 épisodes)
- 1963 : First Night : Frank Starrett (1 épisode)
- 1964 : The Human Jungle : Vieil homme (1 épisode)
- 1965 : Emergency-Ward 10 : Mr. Rudman (1 épisode)
- 1965 : The Wednesday Thriller : Mr. Damson (1 épisode)
- 1965 : A Slight Case of... (1 épisode)
- 1966 : The Hunchback of Notre Dame : Barbedienne (1 épisode)
- 1966 : Sergeant Cork : Dr Diamond (1 épisode)
- 1967 : Mrs Thursday : Directeur (1 épisode)
- 1967 : Chapeau melon et bottes de cuir : Gentleman âgé (1 épisode)
- 1967 : Z Cars : Jardinier (1 épisode)
- 1967 : Coronation Street : Herbert Whittle (1 épisode)
- 1968 : Theatre 625 : Tunnicliffe (1 épisode)
- 1968 : The War of Darkie Pilbeam : Patient d'hôpital (1 épisode)
- 1968 : The Caesars : Nigrinus (1 épisode)
- 1968-1972 : A Christmas Night with the Stars : Soldat de deuxième classe Godfrey (2 épisodes)
- 1968-1977 : Dad's Army : Soldat de deuxième classe Godfrey
- 1969 : Out of the Unknown : Munnings (1 épisode)
- 1969 : The Contenders : Walrus (1 épisode)
- 1969 : Special Branch : Mr. Turner (1 épisode)
- 1970 : W. Somerset Maugham : Serveur dans un club londonien (1 épisode)
- 1971 : The Morecambe & Wise Show : Équipier du Capitaine Bligh (1 épisode)
- 1971 : Crossroads : Guy Atkins (1 épisode)
- 1971 : The Flaxton Boys : Mr. Mooney (1 épisode)
- 1972 : Amicalement vôtre : Oncle Rodney (1 épisode)
- 1973 : Angoisse : Premier vieil homme (1 épisode)

### Comme scénariste
- 1927 : Der Geisterzug de Géza von Bolváry (pièce originale)
- 1929 : The Wrecker de Géza von Bolváry (pièce originale)
- 1931 : Third Time Lucky de Walter Forde (pièce originale)
- 1931 : The Flying Fool de Walter Summers (pièce originale)
- 1931 : The Ghost Train de Walter Forde (pièce originale)
- 1931 : Keepers of Youth de Thomas Bentley (pièce originale)
- 1933 : Trenul fantoma de Jean Mihail (pièce originale)
- 1933 : Kísértetek vonata de Lajos Lázár (pièce originale)
- 1934 : Blind Justice de Bernard Vorhaus (pièce originale)
- 1934 : Un train dans la nuit de René Hervil (roman original)
- 1936 : Seven Sinners (en) d'Albert de Courville
- 1936 : Royal Eagle de George A. Cooper et Arnold Ridley
- 1937 : East of Ludgate Hill de H. Manning Haynes
- 1937 : The Ghost Train, téléfilm (pièce originale)
- 1939 : De spooktrein de Karel Lamač (pièce originale)
- 1940 : Shadowed Eyes de Maclean Rogers
- 1941 : The Ghost Train de Walter Forde (pièce originale)
- 1948 : Easy Money de Bernard Knowles (pièce originale)
- 1953 : Meet Mr. Lucifer d'Anthony Pelissier (pièce originale)
- 1957 : Der Geisterzug, téléfilm de Rainer Wolffhardt (pièce originale)
- 1963 : Der Geisterzug, téléfilm de Dietrich Haugk (roman original)
- 1966 : Who Killed the Cat? de Montgomery Tully (pièce originale)
- 1976 : Spøgelsestoget de Bent Christensen (pièce originale)